# The African Lion
The African Lion (Brasil: O Leão Africano) é um filme-documentário de 1955 dos Estados Unidos, dirigido por James Algar. Filmado durante três anos, com foco na vida dos leões e do complexo ecossistema da selva africana. Participou do 6º Festival Internacional de Berlim e ganhou o Urso de Prata. De acordo com os créditos, as filmagens ocorreram em Tanganica (atual Tanzânia), Uganda, Quênia e África do Sul (inclusive a Reserva de Zululândia). Música de Paul Smith. As imagens foram dos biólogos Alfred e Elma Milotte para a série de documentários da Walt Disney Productions chamada True-Life Adventures.

## Sinopse
Após uma breve animação sobre a história e geografia do continente africano, as imagens documentais se iniciam mostrando o Monte Kilimanjaro e a planície africana ou savana onde ele está localizado, chamada de domínios do leão africano, o "rei dos animais". Há uma tomada geral quando aparece um grande número de animais de pastoreio e famílias de leões permanecendo nos arredores. A seguir são mostradas as diferentes espécies de animais, começando pelas presas preferidas dos leões (gnus e antílopes), outros predadores, necrófagos e muitas aves, além de grandes caçadas realizadas por leoas, leopardos e guepardos. Na parte final os animais executam longa marcha em busca d'água, durante o período da "seca" quando sofrem com flagelos dos gafanhotos e tempestades de areia.[carece de fontes?]

## Quadrinhos
Assim como era comum com os filmes da Disney, houve uma adaptação para quadrinhos, publicada pela primeira vez em novembro de 1955, sendo escrita e desenhada por August Lenox. No Brasil foi publicado na revista Almanaque Disney número 11, de abril de 1972. A trama central, contudo, diverge bastante do documentário, pois nela o protagonista é um leão que vive muitas aventuras, inclusive lutando contra um elefante e formando uma nova família, quando encontra uma jovem leoa.[carece de fontes?]